# Anheuser-Busch
Anheuser-Busch Companies, Inc. es una industria productora de cerveza, fundada el 2 de agosto de 1977, que tiene sus centros operativos ubicados en San Luis (Misuri), Estados Unidos y en Lovaina (Bélgica). Hasta que la compañía brasileña-belga InBev le hizo al principio una oferta de 65 dólares por acción hasta llegar a 70 dólares por acción, propuesta que no rechazó y por el mismo motivo ahora es conocida como Anheuser-Busch InBev (AB InBev). Sus marcas incluyen Budweiser, Stella Artois, Beck’s, Leffe, Hoegaarden, Bud Light, Skol, Brahma, Antarctica, Quilmes Cristal, Michelob Lager, Harbin, Klinskoye, Sibirskaya Korona, Chernigivske, Hasseroder y Jupiler. Opera en América, Europa y Asia

## Historia
En 1852, el germano-americano George Schneider, cervecero y operador de un bar, abrió la Cervecería Bavarian sobre la avenida Carondelet (conocida posteriormente como South Broadway) entre las calles Dorcas y Lynch al sur de San Luis, La cervecería de Schneider se expandió en 1856 a una nueva sala de cocción cerca de las calles Octava y Crittenden; Sin embargo, al año siguiente los problemas financieros obligaron la venta de la cervecería a varios dueños a finales de la década de 1850. En 1860, la cervecería, al borde de la quiebra, fue comprada por William D'Oench, un farmacéutico local, y Eberhard Anheuser, un próspero fabricante de jabón de origen alemán. D'Oench era el socio silencioso en el negocio hasta 1869, cuando vendió su mitad de la participación en la empresa. De 1860 a 1875, la cervecería era conocida como E. Anheuser & Co., y desde 1875 hasta 1879 como E. Anheuser Company's Brewing Association.
En 1861, su hija contrajo matrimonio con Adolphus Busch, un proveedor de fábricas de cerveza.
Busch impulsó el uso de vagones refrigerados y la práctica de la pasteurización en la industria cervecera. En 1876 la empresa introdujo al mercado una cerveza de color tenue llamada Budweiser. Cuando Gussie Busch fue presidente de la compañía (1946–1975) y durante la directiva de August Busch III (1975-2002), Budweiser se convirtió en la marca de cerveza más vendida en los Estados Unidos.
El consorcio también produce la marca Michelob, teniendo entre sus otras inversiones la manufactura de contenedores de bebida y plantas de reciclaje, conglomerados de medios de comunicación y de publicidad y parques de atracciones como los Busch Gardens y el SeaWorld.
Fue patrocinador de la competencia de automovilismo NASCAR Busch Series en los Estados Unidos.